# Zeche Blankenburg
Die Zeche Blankenburg war eine Kohlenzeche in der Nähe des Wittener Ortsteils Durchholz im Hammertal. Sie entstand 1865 durch die Konsolidierung mehrerer Zechen.

## Bergwerksgeschichte

### 19. Jahrhundert
Bereits vor 1831 gab es Schachttiefbau im Hammertal, es gab bereits drei Mutungen, die 1856 zur Zeche Neu-Blankenburg konsolidierten. Am 1. März 1865 wurden dann die Zechen Vereinigte Geschwind, Friedrich August und Neu-Blankenburg unter dem Namen Zeche Blankenburg konsolidiert. 1870 fuhr man 29.184 Tonnen aus der Zeche aus. Im Jahr 1875 wurde der Schacht Henry bis auf 102 Meter geteuft. Zu dieser Zeit wurden 80 Prozent der Steinkohleförderung aus dem Tiefbau erbracht, der Rest wurde im Jägerstollen abgebaut. 1879 wurde das Abbaufeld Leberecht und mit der Förderung begonnen. 1880 betrug die Fördermenge 45.814 Tonnen.
Die bis dahin genutzte Pferdebahn wurde 1882 durch eine normalspurige Lokomotivbahn ersetzt. Zudem weihte man eine neue Brikettfabrik ein. 1858 wurden 45.814 Tonnen Steinkohle aus der Zeche Blankenburg gefördert. Die Übernahme der Stollenzeche Dorothea erfolgte 1887. 1888 teufte man den Schacht Henry tiefer und die dritte Schichtstufe auf 204 Metern Teufe wurde angesetzt. Am 2. April 1890 verlieh man das Geviertfeld Hammerthal und förderte 78.971 Tonnen Steinkohle.
Im Jahr 1891 begann der Abbau an der dritten Schichtstufe im Schacht Henry. Im selben Jahr erfolgte die Betriebseinstellung im Wetterkamin und im Schacht Vereinigte Geschwind. In der 1887 erworbenen Stollenzeche Dorothea baute man ab 1893 wieder ab. Der Schacht Julius war ab 1894 in Betrieb, im Jägerstollen wurde ebenfalls wieder abgebaut. Die Fördermenge lag im Jahr 1895 über 100.000 Tonnen, es waren 105.930 Tonnen Steinkohle, die aus Blankenburg gefördert wurden. Bis zur Inbetriebnahme eines Lüfters im Jahr 1898 wurde die Zeche lediglich natürlich bewettert, es gab nun sechs Geviertfelder und sieben Längenfelder. Im Jahr 1900 wurden 134.334 Tonnen Kohle ausgefahren.

### 20. Jahrhundert
Durch den Erwerb der stillgelegten Zeche Haus Brandenburg im Jahr 1902 betrug die Berechtsame 10 km², aufgeteilt in acht Geviertfelder und sieben Längenfelder. 1905 wurde die gesamte Belegschaft der stillgelegten Zeche Sprockhövel übernommen, man förderte 123.146 Tonnen Steinkohle. Es gab einen Förderschacht, 10 Tagesaufhauen und einen Stollen auf dem Zechgebiet. 1906 wurde mit 135.417 Tonnen die maximale Fördermenge erreicht. Ab 19010 richtete man die vierte Schichtstufe auf 288 Metern Teufe aus.
1911 erwarb man die Felder St Josephus I und II der Zeche St. Josephus. Die Zeche Vereinigte Hammerthal wurde 1913 vollständig übernommen, der Betrieb erfolgte jedoch weiter getrennt. Im Jägerstollen stellte man die Förderung 1915 ein. Insgesamt wurden in diesem Jahr 103.393 Tonnen gefördert. Im Laurentius-Erbstollen nur wenig später im Jahr 1916 eingestellt. 1918 existierten insgesamt acht Geviertfelder (Felder Vereinigte Blankenburg, Vereinigte Holthausen, Vereinigte Neu-Scheven, Alexius, Vereinigte Gleichheit, Ferdinand III, Vereinigte Kemnade und Egon I) und neuen Längenfelder (Felder Leberecht, Julius, Dorothea, Freiheit, Rummelskirchen, Nebenbank, Saufberg, St. Josephus I, St. Josephus II und Saldenberg), insgesamt um die 13 km². 1919 wurde der Pumpenantrieb ausgebaut, die Grube versoff, es musste gesümpft werden.
1920 werden 76.580 Tonnen aus der Zeche Blankenburg ausgefahren. Im Jahr 1921 war das Sümpfen der Unterwerksbaue teilweise abgeschlossen, der Abbau begann wieder. In Betrieb waren 1924 ein Schacht, zwei Stollen und 14 Tagesüberhauen. Am 3. September 1925 wurde die Zeche stillgelegt, alle Berechtsame außer dem Geviertfeld Friedrich August kamen 1940 zur Zeche Alte Haase.
1946 erfolgte die Wiedereröffnung als Zeche Neu-Blankenburg, die dann am 1. Januar 1951 in Blankenburg umbenannt und am 31. August 1960 stillgelegt wurde.